# Neopanorpa k-maculata
Neopanorpa k-maculata är en näbbsländeart som beskrevs av Cheng 1953. Neopanorpa k-maculata ingår i släktet Neopanorpa och familjen skorpionsländor. Inga underarter finns listade i Catalogue of Life.